# Iryna Wenediktowa

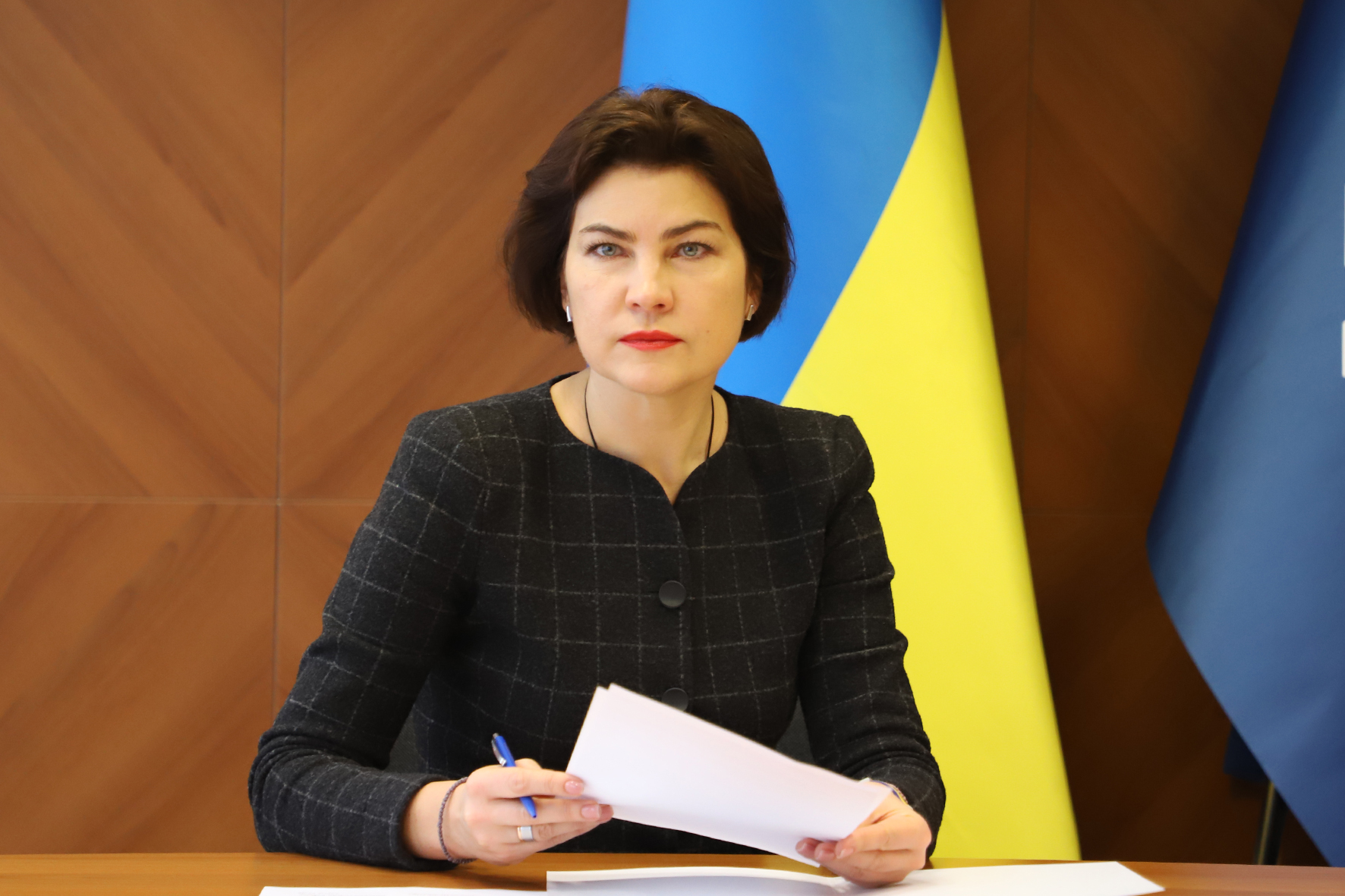
Iryna Wenediktowa (2020)

Iryna Venediktova (ukrainisch Ірина Валентинівна Венедіктова; * 21. September 1978 in Charkiw, Ukrainische SSR) ist eine ukrainische Politikerin, Diplomatin, Rechtsanwältin, Doktorin der Rechtswissenschaften, Professorin. Außerordentliche und Bevollmächtigte Botschafterin der Ukraine in der Schweizerischen Eidgenossenschaft und dem Fürstentum Liechtenstein. Die erste Frau Generalstaatsanwältin in der Geschichte der Ukraine. Im Amt – vom 17. März 2020 bis 19. Juli 2022. Stellvertretender Direktor des Staatliches Ermittlungsbüro (vom 27. Dezember 2019 bis 17. März 2020). Volksabgeordnete der Ukraine von der Partei „Diener des Volkes“ der IX Einberufung (vom 29. August 2019 bis 14. Januar 2020). Vorsitzende des Parlamentarischen Ausschusses für Rechtspolitik (vom 29. August 2019 bis 27. Dezember 2019).

## Lebenslauf
Am 21. September 1978 in Charkiw in einer Anwaltsfamilie geboren.
Vater - Valentyn Semenovych Venediktov, Generalmajor der Polizei, Doktor der Rechtswissenschaften, Professor, Verdienter Anwalt der Ukraine, korrespondierendes Mitglied der Ingenieurakademie der Ukraine, Vizerektor der Nationalen Universität für innere Angelegenheiten Charkiw.
Mutter - Valentina Mykhailivna Venediktova, Kandidatin der Rechtswissenschaften, kombinierte wissenschaftliche und Lehrtätigkeit, arbeitete an der Nationalen Rechtsakademie der Nationalen Universität für innere Angelegenheiten Charkiw benannt nach Jaroslaw Mydryy.
Im 2000 schloss Venediktova ihr Studium mit Auszeichnung an der Nationalen Universität für innere Angelegenheiten Charkiw, Fakultät für Management und Informatik, mit Schwerpunkt „Rechtswissenschaft und Management“ ab.
Familienstand: verheiratet, hat zwei Kinder.

## Wissenschaftliche und pädagogische Tätigkeit
2000–2004 – Lehrerin der Rechtsabteilung des Charkiwer Humanitären Instituts der Ukrainischen Volksakademie.
2003 hat in der Nationalen Rechtsakademie benannt nach Jaroslaw Mudryy die Kandidatin Dissertation zum Thema „Treuhandverwaltung von Eigentum als eine Form der Umsetzung der Rechtsinstitution der Treuhandverwaltung von Eigentum in der Ukraine“ verteidigt und erlangte den Abschluss als Kandidatin der Rechtswissenschaften.
2004 – Dozentin der Justizabteilung der Nationalen Universität Charkiw benannt nach V.N. Karazin.
2005–2019 – Leiterin der Abteilung für Zivilrechtsdisziplinen der Nationalen Universität Charkiw benannt nach V.N. Karazin.
2013 hat an der Kiewer Nationaluniversität benannt nach Taras Shevchenko ihre Doktorarbeit zum Thema „Schutz gesetzlich geschützter Interessen im Zivilrecht“ verteidigt.
Im Jahr 2014 erhielt den Titel einer Professorin der Abteilung für Zivil- und Rechtsdisziplinen der Nationalen Universität Charkiw benannt nach V.N. Karazin.
Sie bildete Doktoren der Philosophie aus, eine Dissertation eines Doktors der Rechtswissenschaften und zehn Dissertationen von Kandidaten der Rechtswissenschaften wurden verteidigt.
Hat wissenschaftliche und pädagogische Arbeit und praktische Tätigkeit kombiniert:
2010–2019 – Mitglied der Stiftung für Medizinrecht und Bioethik der Ukraine;
2012–2015 – leitende Forscherin des Forschungsinstituts für rechtliche Unterstützung innovativer Entwicklung der Nationalen Akademie der Rechtswissenschaften der Ukraine;
2016–2019 – Schiedsrichter des Internationalen Handelsschiedsgerichts der Handels- und Industriekammer der Ukraine;
2016–2019 – Mitglied des Wissenschaftlichen Beirats am Obersten Gerichtshof der Ukraine.
Die Autorin von mehr als 100 wissenschaftlichen und wissenschaftlich-methodischen Werken, die in inländischen und ausländischen Publikationen veröffentlicht wurden, darunter 8 Monographien, 80 wissenschaftliche und 4 wissenschaftlich-methodische Publikationen.

## Politische Tätigkeit
Im Jahr 2018 wurde Beraterin in Rechtsfragen von Wolodymyr Selenskyj. Im Wahlstab des Präsidentschaftskandidaten der Ukraine Wolodymyr Selenskyj war eine Expertin für Justizreformen.
Bei den Parlamentswahlen 2019 trat sie auf der Liste der Partei „Diener des Volkes“ auf Platz 3 an.
Am 21. Juli 2019 wurde in die Werchowna Rada der Ukraine der IX Legislaturperiode gewählt. Am 29. August 2019 legte sie den Eid als Abgeordnete der Fraktion „Diener des Volkes“ ab.
Iryna Venediktova wurde Vorsitzende des Parlamentsausschusses für Rechtsfragen. Der von ihr geleitete Ausschuss war federführend bei der Verabschiedung des Gesetzes „Über Änderungen des Artikels 80 der Verfassung der Ukraine (Bezug auf die Immunität der Abgeordneten der Ukraine)“.

## Leiterin des Staatlichen Ermittlungsbüros

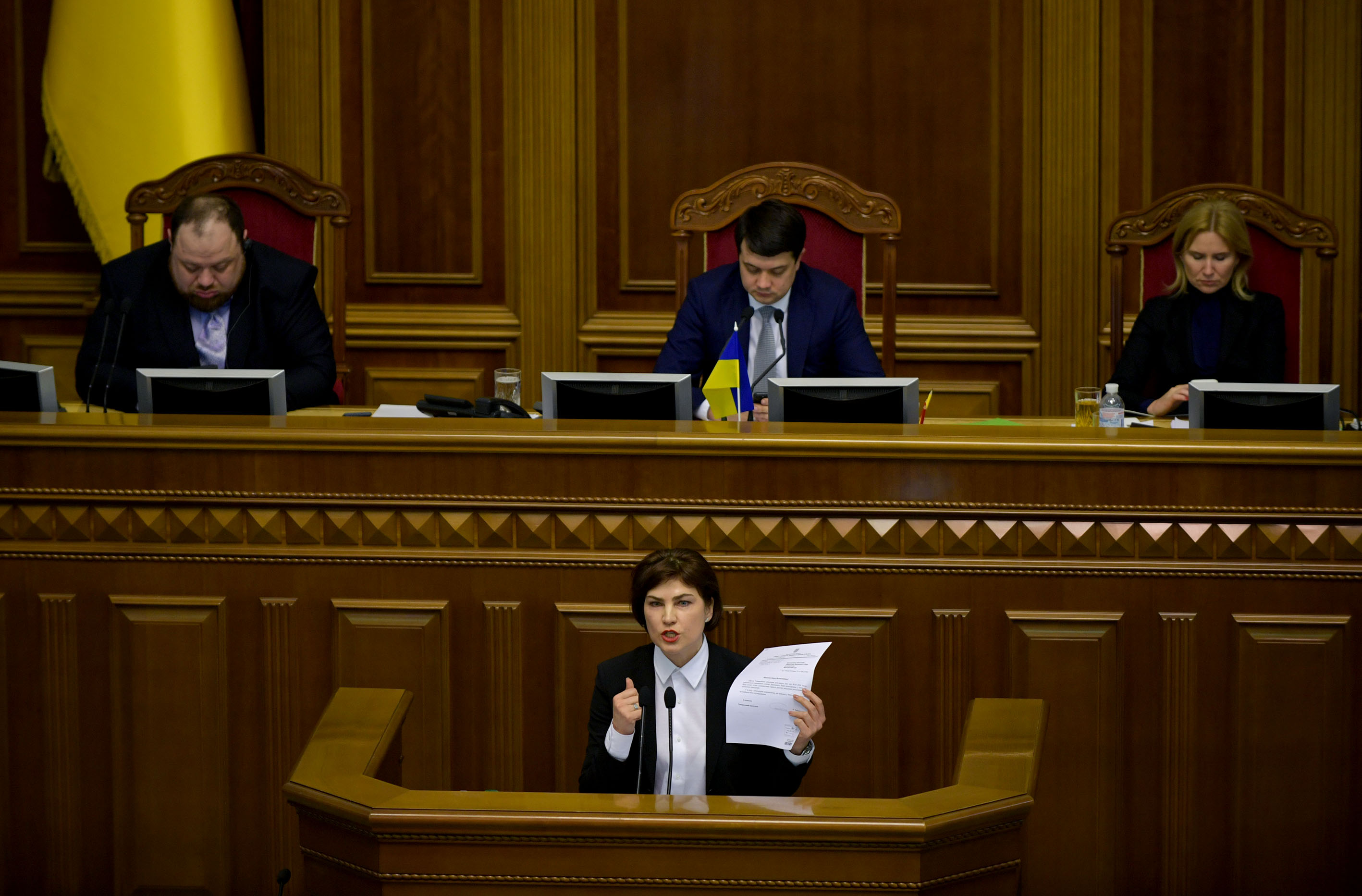
Wenediktowa im Parlament (am 4. März 2020)

Am 27. Dezember 2019 wurde Iryna Venediktova zur amtierenden Direktorin des Staatlichen Ermittlungsbüros (DBR) per Dekret des Präsidenten der Ukraine Nr. 961/2019 ernannt.
Iryna Venediktova war die erste Frau in der Geschichte der Ukraine, die eine staatliche Strafverfolgungsbehörde leitete.
In der kurzen Zeit bis zum 17. März 2020 führte sie eine neue Organisationsstruktur für das Staatliche Ermittlungsbüro ein.
Es wurde eine separate Ermittlungsabteilung für die Maidan-Verfahren eingerichtet. Zudem wurde ein System von monatlichen Berichten des DBR an die Öffentlichkeit und internationale Partner über die Arbeitsergebnisse der Behörde, insbesondere im Zusammenhang mit den Maidan-Verfahren, eingeführt.
Seit dem 13. März 2020 - Mitglied des Nationalen Sicherheits- und Verteidigungsrates der Ukraine.

## Generalstaatsanwältin

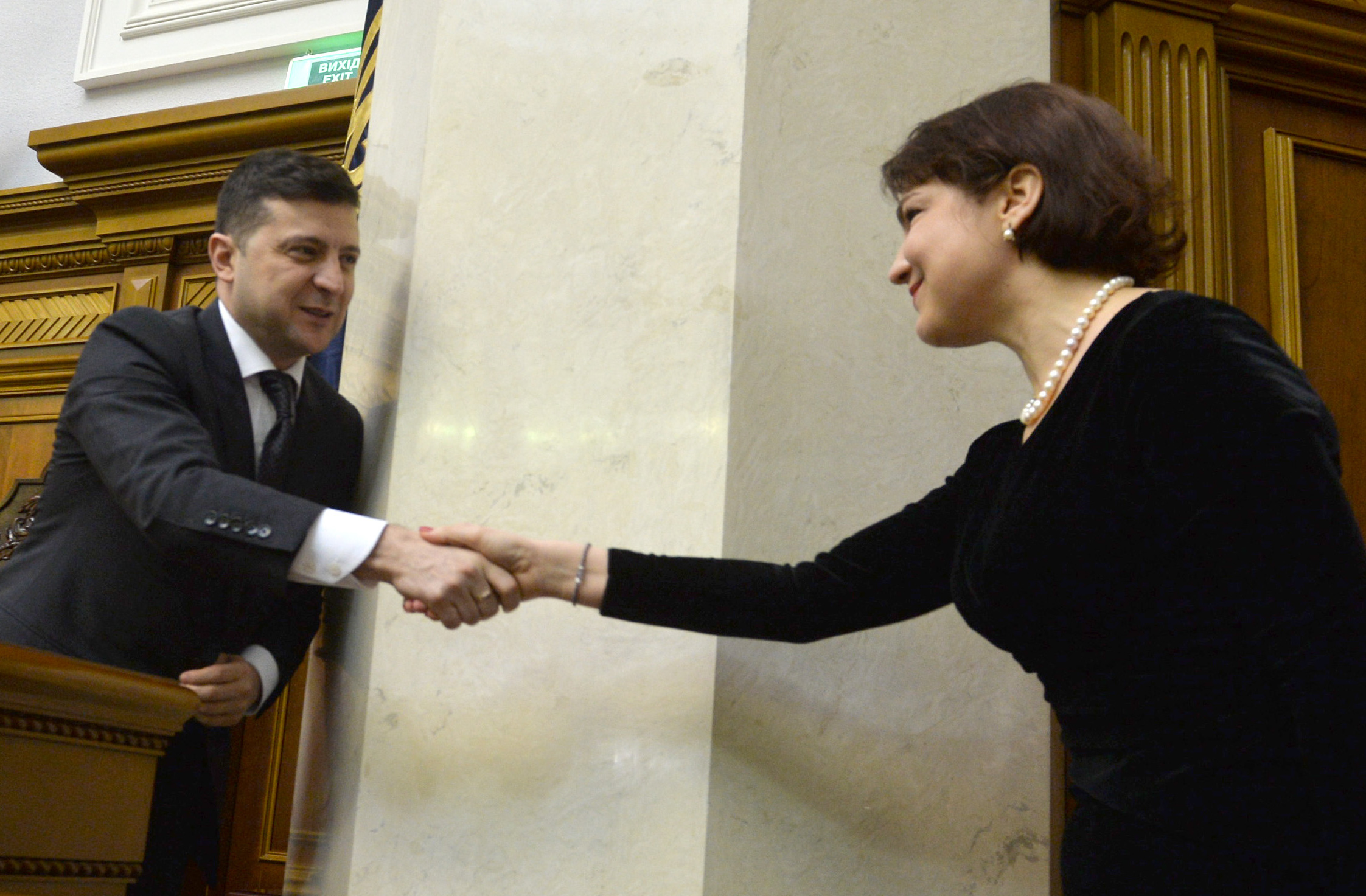
Wenediktowa und Präsident Selenskyj

Am 17. März 2020 wurde Iryna Venediktova zur Generalstaatsanwältin ernannt (Dekret des Präsidenten der Ukraine vom 17. März 2020 Nr. 90/2020). Ihre Kandidatur wurde von 269 Abgeordneten unterstützt.
Im Juli 2022 entließ Selenskyj Wenediktowa als Staatsanwältin. Der ukrainische Staatschef hatte den Schritt damit begründet, dass es in der Ermittlungsbehörde zahlreiche mutmaßliche Kollaborateure mit russischen Stellen gebe.

### Reform
Unter der Leitung von Iryna Venediktova wurde die Reform der Staatsanwaltschaft abgeschlossen, die durch das Gesetz der Ukraine „Über Änderungen einiger gesetzlicher Akte der Ukraine zur dringenden Reform der Staatsanwaltschaft“ vom 19. September 2019 vorgesehen war. Erstmals in der Geschichte bestand die Reform darin, alle drei Ebenen der Staatsanwaltschaft zu überprüfen. Nach der Säuberung verließen fast 35 % der Staatsanwälte das System. Im September 2020 wurden regionale Staatsanwaltschaften durch Land-Staatsanwaltschaften und im März 2021 Bezirksstaatsanwaltschaften durch lokale Staatsanwaltschaften ersetzt. Im Rahmen der Reform wurde die Nationale Akademie der Staatsanwaltschaft der Ukraine aufgelöst und ein modernes Ausbildungszentrum für Staatsanwälte gegründet.
Es wurden selbstverwaltende Organe der Staatsanwaltschaft wiederhergestellt, die die Grundlage für die Unabhängigkeit der Staatsanwälte bilden: der Rat der Staatsanwälte der Ukraine und ein entsprechendes Disziplinarorgan.
Im Jahr 2021 wurde erstmals in der Geschichte der ukrainischen Staatsanwaltschaft eine Entwicklungsstrategie für die Staatsanwaltschaft für die Jahre 2021–2023 geschaffen.
Die Ergebnisse der Reform wurden von den Botschaftern der G7 und der internationalen Gemeinschaft, insbesondere während des Antikorruptionsforums „International Forum on Kleptocracy and Illicit Financial Flows“ im Jahr 2021, hoch bewertet.

### Koordination und interne Transformationen der Staatsanwaltschaft
In ihrer Rolle als Generalstaatsanwältin stellte Venediktova die koordinierende Rolle der Staatsanwaltschaft wieder her.
Am 4. Juni 2020 fand zum ersten Mal seit 10 Jahren unter dem Vorsitz von Iryna Venediktova im Büro der Generalstaatsanwaltschaft eine Koordinierungssitzung mit den Leitern der Strafverfolgungsbehörden zur Bekämpfung von Folter statt.
Am 1. Juni 2021 fand erstmals seit 30 Jahren eine Koordinierungssitzung zu Verbrechen, die von Kindern und gegen Kinder begangen wurden, statt.
In der Struktur der Institution wurden das Departement für Kriminalpolitik und Investitionsschutz, die spezialisierte Umweltstaatsanwaltschaft und eine neue Fachabteilung – das Departement für den Schutz der Menschenrechte im Strafverfolgungs- und Justizvollzugsbereich – geschaffen. Zudem wurde die Spezialisierung der Staatsanwälte in Bereichen wie Cybersicherheit und Bekämpfung häuslicher Gewalt weiterentwickelt.
Iryna Venediktova förderte aktiv die Digitalisierung der Prozesse: elektronische Strafverfahren und das System „Paperless“. Auf dem Webportal der Behörde wurde eine interaktive Karte zur „Kriminalstatistik“ eingeführt.
Besondere Aufmerksamkeit wurde der Zusammenarbeit mit der Zivilgesellschaft durch sektorale Plattformen gewidmet. Auf Initiative der Generalstaatsanwältin wurden Plattformen zur Bekämpfung von Verbrechen gegen Journalisten eingerichtet, und in der Generalstaatsanwaltschaft sowie in den regionalen Staatsanwaltschaften wurden spezielle Ansprechpartner für diesen Bereich ernannt.
Während der Amtszeit von Iryna Venediktova wurden im Büro der Generalstaatsanwaltschaft ein Staatsanwaltsmuseum und ein Kinderzimmer eingerichtet.

### Resonanzfälle
Iryna Venediktova übernahm persönlich die Kontrolle über aufsehenerregende Strafverfahren, die unter besonderer Beobachtung der Öffentlichkeit standen, einschließlich der Fälle von Journalisten und Aktivisten.
Am 12. Februar 2021 informierten die Staatsanwälte auf Anweisung von Iryna Venediktova erstmals ein Mitglied des ukrainischen Parlaments über den Verdacht des „Knopfdrückens“. Insgesamt wurden während ihrer Amtszeit als Generalstaatsanwältin 10 Abgeordnete des Parlaments über den Verdacht informiert, von Rowdytum bis hin zu Hochverrat.
Am 11. Mai 2021 unterzeichnete Generalstaatsanwältin Iryna Venediktova Anklagen wegen Hochverrats und Verstoßes gegen Kriegsrechte und -gebräuche (versuchter Raub nationaler Ressourcen auf der Krim) gegen die ukrainischen Parlamentsabgeordneten Viktor Medwedtschuk und Taras Kozak. Im Juni 2022 brachte sie den Fall gegen Viktor Medwedtschuk vor Gericht.
Anfang Oktober 2021 erhob Iryna Venediktova Anklage gegen den ukrainischen Abgeordneten Viktor Medwedtschuk wegen Hochverrats und Unterstützung terroristischer Organisationen, insbesondere durch die Durchführung einer illegalen Kohlelieferungsschemata von den vorübergehend besetzten Gebieten der Ukraine Ende 2014 bis Anfang 2015.
Im Juli 2022 erhob die Generalstaatsanwältin eine dritte Anklage gegen Medwedtschuk wegen der Organisation illegaler Flüge zwischen Russland und der besetzten Krim außerhalb der ukrainischen Kontrollpunkte. Ermittlungen ergaben, dass der Abgeordnete 2015 mehrfach per Flugzeug nach Russland und von dort per Hubschrauber in die Krim reiste.

### Maidan-Fälle
Während der Amtszeit von Iryna Venediktova verbesserten sich die Ergebnisse der Ermittlungen zu den Verbrechen im Zusammenhang mit den Massenprotesten 2013–2014. Dieser Prozess wurde auch durch die Verabschiedung des Gesetzes der Ukraine „Über Änderungen der Strafprozessordnung der Ukraine zur Verbesserung bestimmter Bestimmungen im Zusammenhang mit der Durchführung besonderer Ermittlungsverfahren“ im Mai 2021 beeinflusst, welches das Verfahren zur „Fernverfolgung“ von Flüchtigen ermöglichte.
*November 2021: Abschluss der Ermittlungen im „Spitzenverfahren“ des Maidan*
Im November 2021 wurde die achtjährige Untersuchung im „Spitzenverfahren“ des Maidan abgeschlossen, dass sich gegen 10 hochrangige Beamte unter der Leitung des ehemaligen Präsidenten Janukowitsch richtete. Diese Personen werden verdächtigt, Verbrechen an den blutigsten Tagen der Revolution der Würde organisiert zu haben.
Auch das Jahr 2021 brachte Fortschritte bei den Urteilen in den Maidan-Fällen. Die Anzahl der Urteile, die von den Gerichten gefällt wurden, entsprach der Gesamtanzahl der Urteile der drei vorherigen Jahre.

### Handziuk - Fall
Im Jahr 2020 wurde die Untersuchung des Angriffs auf die Aktivistin Kateryna Handziuk abgeschlossen und an das Gericht übergeben. Die Angeklagten, die den Angriff organisiert und in Auftrag gegeben haben, darunter der Vorsitzende des Regionalrats von Cherson und ein Assistent des Abgeordneten dieses Regionalrats, wurden bereits zu 10 Jahren Haft verurteilt. Auch fünf unmittelbare Täter des Angriffs auf Kateryna und eine Person, die die Tat verborgen hat, wurden bestraft.
Insgesamt wurden im Verlauf der Untersuchung des Angriffs auf Kateryna Handziuk und der damit verbundenen Verbrechen 18 Personen verdächtigt. Neun Strafverfahren wurden an das Gericht überwiesen, von denen die meisten mit Verurteilungen abgeschlossen wurden.

### Privatbank - Fall
Am 22. Februar 2021 und am 15. März 2021 genehmigte die Generalstaatsanwältin die Verdachtsmeldung von fünf ehemaligen Top-Managern der PJSC CB „Privatbank“ wegen der Veruntreuung von über 8,3 Milliarden Bankmitteln. Die Verdächtigen umfassen den Vorsitzenden des Vorstands, den ersten stellvertretenden Vorsitzenden des Vorstands, den stellvertretenden Vorsitzenden des Vorstands und Leiter der Schatzkammer, den Leiter der Abteilung für Interbankenoperationen und den Leiter der Abteilung für Finanzmanagement.

### Internationale Zusammenarbeit
In ihrer Arbeit als Generalstaatsanwältin legte Iryna Venediktova großen Wert auf die Entwicklung internationaler Beziehungen und die Zusammenarbeit mit EU-Institutionen sowie den Strafverfolgungsbehörden Europas und der USA.
Während ihrer Amtszeit kam es zu einer Intensivierung der internationalen rechtlichen Zusammenarbeit, einer Zunahme von Auslieferungen und der Annahme von angeforderten Personen durch zuständige Behörden anderer Staaten zur Strafverfolgung.
In dieser Zeit führte das Büro des Generalstaatsanwalts auch großangelegte Spezialoperationen mit Strafverfolgungsbehörden ausländischer Staaten durch, um Cyber-Gruppen aufzudecken. Die größte Operation war Emotet, die sich gegen eine Hackergruppe richtete, die durch die weltweit am häufigsten verwendete Schadsoftware Schäden in Höhe von 2,5 Milliarden US-Dollar verursachte.
Im November 2021 übergab das Büro des Generalstaatsanwalts unter der Leitung von Iryna Venediktova im Rahmen eines internationalen Rechtshilfeersuchens erstmals Beweise in Form von beweglichem Eigentum – seltene Luxusautos im Wert von über 1 Million Euro – an ausländische Kollegen in der Bundesrepublik Deutschland.
Im Dezember 2021 unternahm Iryna Venediktova den ersten Arbeitsbesuch eines Generalstaatsanwalts der Ukraine im US-amerikanischen Justizministerium seit 2002, um wichtige Fragen der bilateralen Zusammenarbeit im Bereich der Verbrechensbekämpfung zu besprechen.
Im Jahr 2021 organisierte und veranstaltete das Büro des Generalstaatsanwalts unter der Leitung von Iryna Venediktova das Internationale Forum zur Cybersicherheit sowie das Internationale Forum „Kleptokratie und illegale Finanzströme“.

### Kriegsverbrechen
Seit dem 30. Juni 2021 stand die Abteilung für Kriegskriminalität im Büro des Generalstaatsanwalts unter der direkten Leitung von Generalstaatsanwältin Iryna Venediktova. Zudem wurde im Büro des Generalstaatsanwalts ein Internationaler Expertenrat für Verbrechen im Kontext bewaffneter Konflikte eingerichtet, der die Fähigkeiten der Staatsanwälte institutionell stärkte.
Auf Initiative von Venediktova wurden im Sommer 2021 spezialisierte Ermittlungseinheiten für Kriegsverbrechen bei der SBU und der Nationalpolizei geschaffen.
Im August 2021 initiierte Generalstaatsanwältin Venediktova die Aufhebung der Geheimhaltung der Ilowajsk-Fall als wichtigen Bestandteil der Übergangsjustiz im Rahmen des anhaltenden bewaffneten Konflikts mit der RF – das Recht auf Wahrheit.
Außerdem bemühte sich Iryna Venediktova aktiv um die Zusammenarbeit mit dem Internationalen Strafgerichtshof (IStGH). Das Büro des Generalstaatsanwalts übermittelte regelmäßig Informationen über Verbrechen der Russischen Föderation in der Krim und im Donbas an den IStGH. Dank dieser Materialien entschied der IStGH Ende 2020, das vorläufige Prüfverfahren im Fall „Situation in der Ukraine“ abzuschließen und ein vollständiges Ermittlungsverfahren zu beginnen.

## Aktivitäten während der umfassenden Invasion der RF
Während ihrer Leitung der Staatsanwaltschaft etablierte Iryna Venediktova ein mehrstufiges System zur Untersuchung von Verbrechen der Russischen Föderation und führte einen „Dokumentierungsstandard“ für die gravierendsten Verbrechen ein, unter Einbeziehung militärischer und technischer Berater sowie internationaler Experten. Iryna Venediktovas umfassende Führungsvision und aktive Arbeit im internationalen Bereich ermöglichten es, die weltweite juristische Gemeinschaft zur Verantwortung und zur Gerechtigkeit für Kriegsverbrecher zu vereinen.
Venediktova initiierte die Schaffung einer interinstitutionellen Arbeitsgruppe, Task Force, im Büro des Generalstaatsanwalts, um die Suche, Verhaftung und Beschlagnahme von Vermögenswerten von Personen, die an der Aggression der Russischen Föderation und Kriegsverbrechen beteiligt sind, zu koordinieren und diese Mittel für den Wiederaufbau der Ukraine sowie für die Opfer ihrer Handlungen zu nutzen. Die ukrainische Task Force hat die Zusammenarbeit hinsichtlich des operativen Informationsaustauschs mit der Task Force Klepto Capture des US-Justizministeriums und der Europäischen Kommission „Freeze and Seize“ Task Force etabliert.

### Nationale Ebene
Während Venediktovas Amtszeit identifizierte das ukrainische Rechtssystem 624 Verdächtige in der „Hauptakte“ bezüglich der russischen Aggression – darunter hochrangige Beamte, Generäle und Propagandisten der Russischen Föderation. 127 Verdächtige wurden für Kriegsverbrechen identifiziert. Fälle gegen 10 von ihnen wurden vor Gericht gebracht, und 6 Fälle wurden verurteilt.
Ein zentraler Beweis-Hub wurde geschaffen – warcrimes.gov.ua, wo Zeugen und Opfer Daten zu Kriegsverbrechen der Russischen Föderation in der Ukraine bereitstellen können.
Staatsanwälte und Ermittler begannen mit der Untersuchung des Völkermords durch die Russische Föderation gegen das ukrainische Volk und hielten drei russische Propagandisten für die Aufrufe zum Völkermord verantwortlich.

### Untersuchungen in ausländischen Jurisdiktion
18 Länder haben nationale Ermittlungen im Zusammenhang mit den Ereignissen in der Ukraine aufgenommen.

### Zusammenarbeit mit dem Büro des Internationalen Strafgerichtshofs
Am 2. März 2022 leitete der Staatsanwalt des Internationalen Strafgerichtshofs, Karim Khan, offiziell die Untersuchung von Verbrechen gegen die Menschlichkeit und Kriegsverbrechen, die während des internationalen bewaffneten Konflikts in der Ukraine begangen wurden, gemäß Artikel 53 (1) des Römischen Statuts des Internationalen Strafgerichtshofs. Generalstaatsanwältin Venediktova etablierte einen kontinuierlichen Dialog mit Staatsanwalt Khan, um die Zusammenarbeit zwischen den Parteien zu fördern. Sie führte drei Treffen mit dem IStGH-Staatsanwalt direkt in der Ukraine durch, insbesondere an den Tatorten der Kriegsverbrechen in der Region Kyjiw und in Charkiw. Zudem wurde eine Vereinbarung über die Einrichtung eines Field-Offices des IStGH in Kyjiw getroffen.

### Gründung der Gemeinsamen Ermittlungsgruppe
Am 25. März 2022 unterzeichnete Generalstaatsanwältin Iryna Venediktova am Grenzübergang Krakowiec an der Grenze zwischen der Ukraine und Polen ein Abkommen zur Gründung einer Gemeinsamen Ermittlungsgruppe (GEG) mit den Generalstaatsanwälten der Republik Litauen und der Republik Polen. Ziel dieser Gruppe ist es, die koordinierte Untersuchung von Aggressionsverbrechen, von Russland begangenen Verletzungen des Kriegsrechts und anderer Kriegsverbrechen sicherzustellen. Später trat erstmals in ihrer Geschichte das Büro des Internationalen Strafgerichtshofs der Gemeinsamen Ermittlungsgruppe bei. Später schlossen sich auch Estland, Lettland und die Slowakei der Gemeinsamen Ermittlungsgruppe an. Dies ist die größte Gemeinsame Ermittlungsgruppe in der Geschichte von Eurojust, auf dessen Basis sie gegründet wurde.

### Internationaler rechtlicher Front
Die USA, die EU und das Vereinigte Königreich haben für die ukrainische Generalstaatsanwaltschaft die Atrocity Crimes Advisory Group gegründet. Nach erfolgreichen Verhandlungen zwischen Generalstaatsanwältin Venediktova und der bekannten britischen Juristin Amal Clooney wurde in Großbritannien die Legal Task Force gegründet, die den ukrainischen Strafverfolgungsbehörden bei Fragen des internationalen Rechts und der Beschlagnahme von Vermögenswerten hilft.
Im Juli 2022 vertrat Generalstaatsanwältin Iryna Venediktova die Ukraine auf der Ukraine Accountability Conference in Den Haag. Infolge der Veranstaltung unterzeichneten 45 Länder der Welt eine Erklärung zur Gründung einer Dialoggruppe, um weltweite Initiativen zu vereinen.
Bis Juli 2022 hatte Iryna Venediktova über 10 bilaterale Dokumente mit Staatsanwaltschaften und Strafverfolgungsbehörden aus verschiedenen Ländern zur Zusammenarbeit bei Verbrechen unterzeichnet, die die internationale Gemeinschaft besorgt machen. Im März 2022 unterzeichnete die Generalstaatsanwältin in der Ukraine zudem eine Arbeitsvereinbarung mit Laura Kövesi von der Europäischen Staatsanwaltschaft. Die Ukraine war das erste Land, das eine solche Vereinbarung mit der Europäischen Staatsanwaltschaft abgeschlossen hat.
Für die Arbeit an den Orten der Kriegsverbrechen wurden Expertenmissionen aus Frankreich sowie Experten aus der Slowakei, Litauen und Polen hinzugezogen.

## Diplomatische Tätigkeit
Am 17. November 2022 wurde Iryna Venediktova zur Außerordentlichen und Bevollmächtigten Botschafterin der Ukraine in der Schweizerischen Eidgenossenschaft durch den Präsidenten der Ukraine, Wolodymyr Selenskyj, mit Dekret Nr. 786/2022 ernannt.
Am 19. Dezember 2022 überreichte sie Kopien des Beglaubigungsschreibens dem Eidgenössischen Departement für auswärtige Angelegenheiten. Am 10. Januar 2023 überreichte sie das Beglaubigungsschreiben dem Bundespräsidenten, Alain Berset.
Seit dem 28. April 2023 ist Außerordentliche und Bevollmächtigte Botschafterin der Ukraine im Fürstentum Liechtenstein.
Im Rahmen ihrer diplomatischen Mission widmet sich Iryna Venediktova systematisch der Förderung der ukrainisch-schweizerischen Beziehungen auf höchster Ebene. Insbesondere wurden Treffen des ukrainischen Präsidenten Wolodymyr Selenskyj mit dem Bundespräsident Alain Berset im Jahr 2023 und Viola Amherd im Jahr 2024 im Rahmen bilateraler Besuche und auf internationalen Plattformen organisiert. Im Januar 2024 fand der offizielle Besuch des Präsidenten der Ukraine in der Schweiz statt.
Dank der Stärkung der zwischenparlamentarischen Beziehungen zwischen der Ukraine und der Schweiz fand der Besuch des Vorsitzendes der Werchowna Rada der Ukraine, Ruslan Stefantschuk in der Schweiz statt, bezüglich der Zusammenarbeit und Unterstützung der Ukraine im Kontext der russischen Aggression. Die Botschafterin hat zudem die Durchführung von vier ukrainischen Foren im Schweizer Parlament gefördert, bei denen wichtige Themen wie die Verschärfung der Sanktionen gegen Russland und humanitäre Hilfe für die Ukraine diskutiert wurden.
Die Schweiz hat öffentlich die Friedensformel des ukrainischen Präsidenten Wolodymyr Selenskyj unterstützt und aktiv an deren Umsetzung teilgenommen, indem sie im Juni 2024 den Globalen Friedensgipfel ausrichtete, an dem Vertreter von über 100 Staaten und internationalen Organisationen teilnahmen.
Dank der Bemühungen der ukrainischen Botschafterin verabschiedete der Bundesrat im Januar 2024 eine neue Außenpolitische Strategie für 2024–2027, in der die Ukraine erstmals als Prioritätsland eingestuft wurde.
Seit Beginn der Amtszeit von Iryna Venediktova hat die Schweiz mehrmals Entscheidungen über finanzielle Hilfe für die Ukraine getroffen. Im April 2024 beschloss der Bundesrat, 5 Milliarden CHF für den Wiederaufbau der Ukraine bis zum Jahr 2036 bereitzustellen.
Die Botschafterin der Ukraine Iryna Venediktova arbeitet aktiv an der Verstärkung des Sanktionsdrucks auf Russland in Zusammenarbeit mit der Schweiz und Fürstentum Liechtenstein. Es wurden Vermögenswerte im Wert von über 14 Milliarden CHF blockiert, darunter beschlagnahmte Immobilien, Fahrzeuge und andere Güter.
Dank der Bemühungen der Botschaft der Ukraine spielt die Schweiz derzeit eine führende Rolle bei der humanitären Minenräumung in der Ukraine. Im September 2023 beschloss der Bundesrat, 100 Millionen CHF dafür bereitzustellen. In den Jahren 2022–2023 hatte Bern bereits 15,2 Millionen CHF für die humanitäre Minenräumung bereitgestellt.
Als Botschafterin im Fürstentum Liechtenstein hat Iryna Venediktova die Ernennung von David Karl Jandrasits zum Honorarkonsul der Ukraine in Liechtenstein unterstützt und am 27. Juni 2024 das Honorarkonsulat der Ukraine in Vaduz eröffnet.